# Partito Comunista dell'Ucraina (rinnovato)
Il Partito Comunista dell'Ucraina (rinnovato) (in ucraino Комуністична партія України (оновлена)?, Komunistyčna partija Ukraïny (onovlena)) è un partito politico vietato in Ucraina, costituito nel novembre 2000 a seguito di una scissione del Partito comunista ucraino (KPU).
Il partito è guidato da Mykhaylo Savenko, precedentemente membro del parlamento.
Il 30 settembre 2015 il tribunale amministrativo distrettuale di Kiev ha messo fuorilegge il partito.

## Storia
Alle elezioni legislative del 30 marzo 2002, il partito ha vinto l'1,4% dei voti e nessun seggio, nonostante il fatto che solo altri sei partiti abbiano speso di più per la loro campagna elettorale. 
Nelle elezioni parlamentari del 30 settembre 2007, il partito ha ottenuto solo lo 0,29% dei voti.
Il partito non ha partecipato ne alle elezioni parlamentari del 2012 né alle elezioni di due anni dopo.
Nel maggio 2015, è entrata in vigore la legge che vietava l'uso di simboli comunisti e cantare l'inno dell'Unione Sovietica e l'Internazionale in Ucraina. A causa di queste leggi, il Ministero degli Interni ucraino ha vietato al partito di partecipare alle elezioni del 24 luglio 2015 e ha dichiarato che avrebbe continuato le azioni giudiziarie (iniziate a luglio 2014) per porre fine alla registrazione dei partiti comunisti ucraini. Il partito non ha contestato questo divieto ed è stato quindi bandito il 30 settembre 2015 dal tribunale amministrativo distrettuale di Kiev.